# Distretto di Los Olivos
Il distretto di Los Olivos (spagnolo: Distrito de Los Olivos) è un distretto del Perù che appartiene geograficamente e politicamente alla provincia e dipartimento di Lima.